# Stéphane Demol
Stéphane Auguste Ernest Demol (Watermael-Boitsfort, 1966. március 11. – 2023. június 22.) belga válogatott labdarúgó, edző.

## Pályafutása

### Klubcsapatban
1984 és 1998 között az Anderlecht csapatában játszott és három bajnoki címet szerzett. Az 1988–89-es szezonban Olaszországban a Bologna játékosa volt. Az 1989–90-es idényt a Portóban töltötte, melynek tagjaként megnyerte a portugál bajnokságot. 1990-ben Franciaországba a Toulouse együtteséhez igazolt, ahol szintén egy évet töltött. 1991-ben leigazolta a Standard Liège, melynek színeiben 1993-ig játszott. Később szerepelt még a Cercle Brugge, a portugál Braga, a görög Panióniosz, a svájci Lugano, a francia Toulon, a Denderleeuw és a Halle együttesében.  

### A válogatottban
1986 és 1991 között 38 alkalommal szerepelt a belga válogatottban és 1 gólt szerzett. Részt vett az 1986-os és az 1990-es világbajnokságon.

## Sikerei
Anderlecht
- Belga bajnok (3): 1984–85, 1985–86, 1986–87
- Belga kupagyőztes (1): 1987–88
- Belga szuperkupagyőztes (2): 1985, 1987

FC Porto
- Portugál bajnok (3): 1989–90

Standard Liège
- Belga kupagyőztes (1): 1992–93